# Callionymus tenuis
Callionymus tenuis, tên thông thường là cá đàn lia tí hon, là một loài cá biển thuộc chi Callionymus trong họ Cá đàn lia. Loài này được mô tả lần đầu tiên vào năm 1981.

## Phân bố và môi trường sống
C. tenuis được tìm thấy tại Maldives.

## Mô tả
Chiều dài lớn nhất được ghi nhận ở C. tenuis là khoảng 1,8 cm.